# Teodoro e Teofane

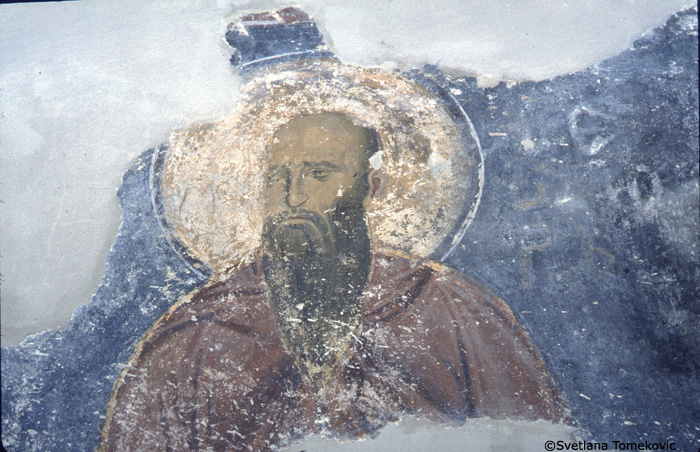
Icona di Teodoro.

I santi Teodoro (circa 775 – circa 842) e Teofane (circa 778 – 845), chiamati i Grapti (dal greco graptoi, "scritto su"), sono ricordati come fautori della venerazione delle icone durante la seconda controversia iconoclasta. Erano fratelli e nativi di Gerusalemme.

## Storia congiunta
Teofane si trova citato nella Vita di Michele di Sincello. Teofane e suo fratello Teodoro nacquero in Palestina verso la fine dell'VIII secolo, figli del Venerabile Giona il Presbitero. Entrambi crebbero a Gerusalemme, entrarono insieme nel monastero di Mar Saba vicino a Betlemme e divennero discepoli di San Michele il Sincello (in seguito sincello del Patriarca di Gerusalemme). Nell'813 Michele e i suoi due discepoli lasciarono Gerusalemme per recarsi a Roma. Erano stati inviati dal Patriarca di Gerusalemme a sostenere il Papa nella sua presa di posizione contro i Franchi sulla questione del filioque, che alcuni Benedettini d'Occidente avevano recentemente introdotto a Gerusalemme.
Nel corso del loro viaggio, intorno all'812, sbarcarono a Costantinopoli, entrarono in un monastero, e contro l'imperatore Leone V (813-20) difesero energicamente la venerazione delle immagini. Tuttavia, l'imperatore aveva restaurato la dottrina iconoclasta nell'815, quindi, in quello stesso anno, furono detenuti, interrogati, picchiati e imprigionati per ordine dell'imperatore Leone V. Durante tutto il secondo periodo iconoclasta - quasi trent'anni - subirono varie volte esilio, prigionia e torture.
Sotto l'imperatore successivo, Michele II vennero portati nel monastero di Sostene sul Bosforo. Il successore di Michele, il tirannico e iconoclasta Teofilo li esiliò di nuovo, ma li richiamò nel 836 nella capitale, facendoli flagellare più volte e creando dodici linee di taglio sulla loro pelle (da qui il soprannome "scritto su "). Teofilo li batté con la sua mano e ordinò che fossero marchiati sul volto con dodici linee. Il calvario durò due giorni.
Furono gettati in prigione nella città di Apamea in Bitinia, dove Teodoro morì in prigione per le sue ferite nell'841. Michele e Teofane sopravvissero per vedere l'Ortodossia trionfare sull'Iconoclastia nell'842 durante il regno dell'imperatrice Teodora. Michele fu nominato abate del Monastero di Chora, dove morì, appena due mesi dopo Teofane, nel gennaio 846.
I fratelli sono venerati come santi. Nella Chiesa ortodossa orientale la festa di Teofane si celebra l'11 ottobre e quella di Teodoro il 27 dicembre. Nella Chiesa romana il 27 dicembre si celebra la festa di entrambi.

## Teofane il marchiato
Teofane il Marchiato chiamato anche Teofane Graptus o Teofane di Nicea (775-845) è stato un monaco bizantino e innografo. Accanto a Giuseppe l'Innografo, fu il principale contributore al libro liturgico ortodosso chiamato Parakletike. Teofane fu consacrato metropolita di Nicea dal patriarca Metodio I nell'842 e lo rimase fino alla sua morte nell'845.

### Opere
Teofane scrisse un gran numero di poesie religiose, tra cui una sul fratello morto..
Come innografo, Teofane appartiene alla tradizione della Laura di Mar Saba, che include molti dei più grandi scrittori di canoni, tra cui Sant'Andrea di Creta, San Kosma di Maïouma e San Giovanni Damasceno.
Il suo contributo al Parakletike consiste in serie di canoni in tutti gli otto toni per gli angeli e i defunti. A volte si dice anche che ne abbia scritto una serie per gli Apostoli, ma quelli nei toni 7 e 8 sono attribuiti a Giuseppe nel Paraklitiki, che nel tono 7 sono "firmati" acrosticamente nella nona Ode. Non tutti questi sono 'firmati' nell'acrostico, ma quello per gli angeli in tono 1 ha come acrostico quanto segue, "Il primo inno di Teofane per gli angeli", mentre quello per i defunti in tono 5 ha, "Il quinto canone di Teofane per i morti". Sfortunatamente nessuno di questi testi è stato modificato criticamente e i libri di servizio stampati spesso differiscono ampiamente nelle loro attribuzioni.